# Antenna
Antenna（アンテナ）は、京都市を拠点に活動する現代美術のアーティストグループ。メンバー各々が、映像、立体、ペインティング、建築、デザイン等ジャンルを越え横断的に関わり、その可能性によって生み出される新たな表現をめざす。メンバーは田中英行、市村恵介、古川きくみの3人。

## 略歴
2002年、京都市立芸術大学の学生だった田中英行が映像作品『カミーユ』制作の為に行った呼び掛けがきっかけとなり、岡寛志らと共にAntennaが結成される。同年短編映画『カミーユ』を発表。翌年春、海岸通りギャラリーCASOにおいての企画展「NG3」で『カミーユ』を中心としたインスタレーションを展開。
2003年より矢津吉隆がメンバーに加わり長編映画『囿圜 yu-en』の制作がスタート。2004年多数のグループ展に参加、その後2本のミュージックビデオを制作し、様々な分野で評価される。2005年に『マツリヤタイ』の制作を機に市村恵介が加入、2006年にヤノベケンジとの展覧会「森で会いましょう」で発表し、同年、古川きくみが加入。
日本内外の様々な展覧会で作品を発表しながら、数多くのMV制作を行い、LITTLE TEMPOやDJ KENTARO、RANKINTAXI出演の『MAY DREAM 06』にVJとしても参加する。美術展では、取手アートプロジェクト06に出展、TSCAでの個展を行い、第10回岡本太郎現代芸術賞に入選する。
2008年には京都市にアートスペースAASを立ち上げている。

### 年譜
- 2009年
  - 「わくわくJOBAN-KASHIWAプロジェクト」(千葉）
  - 「広島アートプロジェクト2009 いざ、船内探険！ 吉宝丸」（広島）　
  - 「混浴温泉世界 別府現代芸術フェスティバル2009」（大分）
  - 個展「トコ世ノシロウツシ」、タクロウソメヤコンテンポラリーアート“TSCA Kashiwa”（千葉）

- 2008年
  - 「one dot zero 」Jstar（イギリス）
  - 「広島アートプロジェクト2008」（広島）
  - 「Art and Capital : Spiritual Odyssey」Gallery LOOP（ソウル、韓国）

- 2007年
  - 「湖族の郷アートプロジェクト」（滋賀）
  - 「オビラ2 - オープンビデオライブラリー」ミアカビデオアーカイブ／ZAIM（横浜）
  - 「Gyeonggi, National Highway No.1」Gyeonggido Museum of Art（京畿道、韓国）
  - 「Art in Daegu」（テグ、韓国）
  - 「Opening Exhibition」De NWE Vorst（ティルブルフ、オランダ）
  - 「audiovisuales」The Museo Nacional Centro de Arte Reina Sofía（マドリッド、スペイン）
  - 「Collector's Choice: Collection 2」Daelim Contemporary Art Museum（ソウル、韓国）
  - 「VIDEONALE 11」Kunstmuseum Bonn（ボン、ドイツ）
  - 「第10回岡本太郎現代芸術賞展」川崎市岡本太郎美術館（神奈川）

- 2006年
  - 「RESFEST 10」出展
  - 「ジャッピー来臨」個展、タクロウソメヤコンテンポラリーアート“TSCA Kashiwa”（千葉）
  - 「取手アートプロジェクト2006」出展（茨城）
  - 「The Boehm TradeCenter」出展（ドイツ）
  - 「Video festival in Pusan」Pusan Metropolitan Art Museum and the alternative Galley “Bandee”（プサン、韓国）
  - 「L‘image movement Sarajevo-Kyoto」Galerija 10m²（サラエボ、ボスニア・ヘルツェゴビナ）
  - 「Antenna ×ヤノベケンジ “森で会いましょう”第2回現代美術コンクール受賞作家展」大阪府立現代美術センター（大阪）
  - 「eAT金沢 ‘06」動画部門 特別賞受賞（石川）

- 2005年
  - 「DOTMOV FESTIVAL 2005」
  - 「仙台アートアニュアル 2005」佳作、せんだいメディアテーク（宮城）
  - 「第一回アジア海洋映画祭 イン 幕張」学生短編ビデオ部門 グランプリ受賞（千葉）

- 2003年
  - 「NEW-GENERATION 3」海岸通ギャラリー CASO（大阪）

- 2002年
  - 結成